# Antoni Gabryszewski (lekarz)
Antoni Marian Gabryszewski (ur. 13 czerwca 1864 we Lwowie, zm. 26 lutego 1917 w Lugano) – polski lekarz, doktor wszech nauk medycznych, docent chirurgii, pionier ortopedii.

## Życiorys

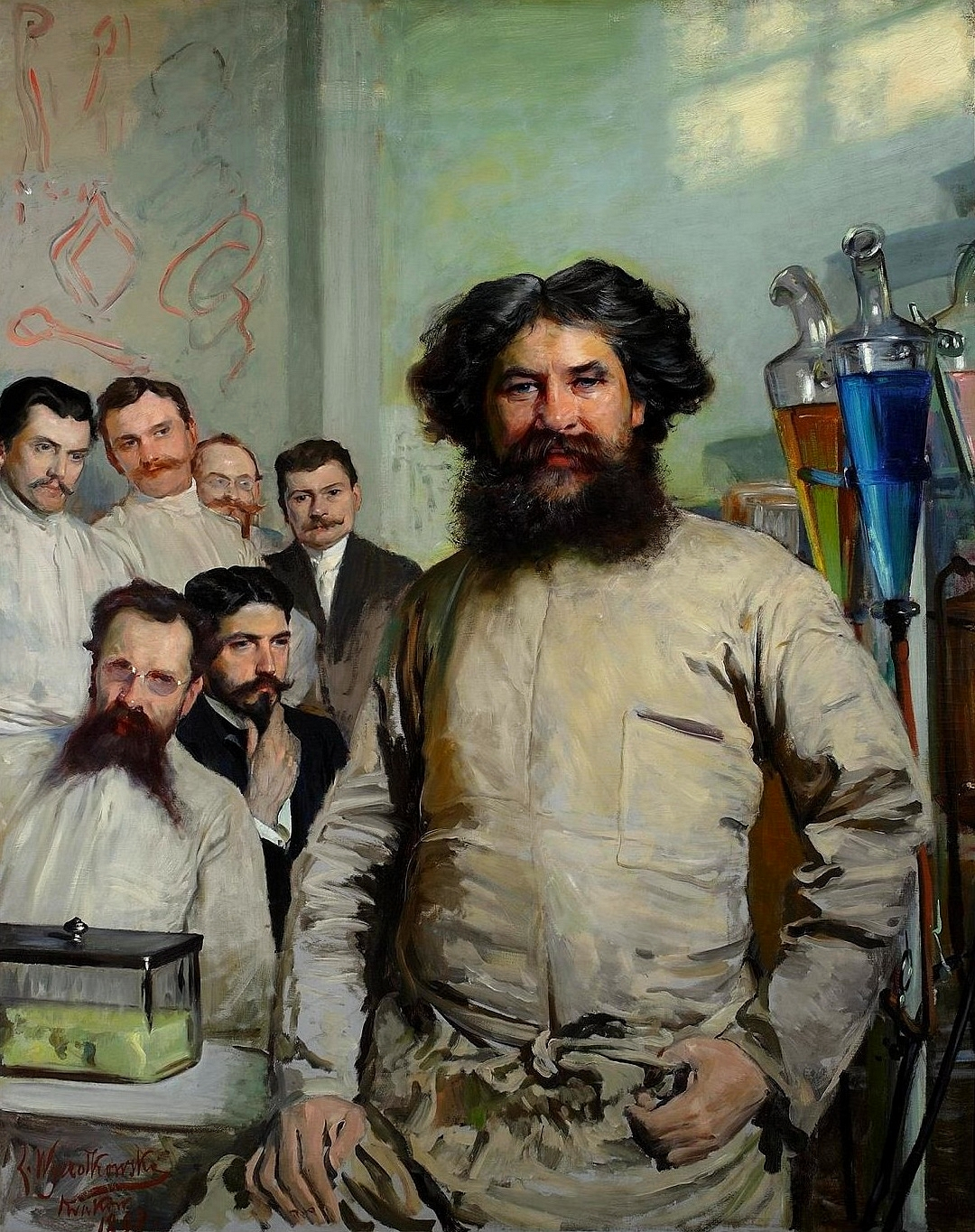
Prof. Ludwik Rydygier i asystenci na obrazie Leona Wyczółkowskiego z 1897. Drugi z lewej stoi dr Antoni Gabryszewski

Syn Romana (1833-1897, starosta powiatu jasielskiego) i Eugenii z domu Ujejskiej. Absolwent C. K. Gimnazjum w Jaśle w 1881. Ukończył studia lekarskie na Collegium Medicum Uniwersytetu Jagiellońskiego uzyskując tytuł doktora wszech nauk medycznych w 1887. Został asystentem prof. Jana Mikulicz-Radeckiego na tej uczelni. Był zatrudniony w Klinice chirurgicznej UJ prof. Ludwika Rydygiera, dostępując stanowiska zastępcy profesora. Wykładał anatomię na Akademii Sztuk Pięknych w Krakowie od 1891 do 1897. Został członkiem komitetu wyborczego Towarzystwa Lekarskiego Krakowskiego.
Wraz z prof. Rydygierem przeniósł się do Lwowa. Przez kilka miesięcy przebywał zagranicą poznając wiedzę z dziedziny ortopedii w Niemczech, Szwajcarii, Szwecji, Danii. Po powrocie 14 grudnia 1897 na podstawie pracy pt. O leczeniu wrzodów goleniowych uzyskał habilitację na Wydziale Lekarskim Uniwersytecie Franciszkańskim we Lwowie. Został pierwszym polskim docentem ortopedii w dziedzinie chirurgii. W 1898 założył Zakład Ortopedyczny (lecznicę) we Lwowie, której był właścicielem, a w 1908 otworzył Instytut Zanderowski (stosował system aparatów szwedzkiego lekarza dr. Gustawa Zandera). Początkowo lecznica mieściła się przy ul. Akademickiej 14, następnie przeniesiona do siedziby przy Placu Mariackim 1. Później wraz z bratem Tadeuszem, także lekarzem, w 1913 otworzył Zakład Ortopedyczny i Instytut Zanderowski przy ulicy Senatorskiej we Lwowie. W swojej pracy badawczej i praktyce lekarskiej koncentrował się na ortopedii, jako osobnym dziale chirurgii, konstruował samodzielnie przyrządy rehabilitacyjne. Przeprowadzał także zabiegi chirurgii plastycznej, korygujące defekty ciała. W okresie letnim pracował jako lekarz w Zakładzie Zdrojowo-Kąpielowym uzdrowiska Iwonicz-Zdrój. Publikował rozprawy naukowe.
Zmarł 26 lutego 1917 w Lugano na atak serca podczas pobytu kuracyjnego (wcześniej doznał zawału serca 5 listopada 1916 w Kościele Najświętszej Marii Panny w Krakowie).
Jego żoną była Helena z domu Torosiewicz, z którą miał dwie córki.

## Publikacje
- O wynikach leczenia operacyjnego gruźlicy stawów w klinice chirurgicznej krakowskiej (1887)
- O artropatyi u chorych na wiąd i jamistość rdzenia (1887)
- Nowe wskazania do operacyi Władimirowa Mikulicza (1890)
- O rozległych wypiłowaniach klatki piersiowej (1894)
- O tłuszczakach sznura nasiennego (1897)
- O wartości kokainy w chirurgii (1894)
- O operacjach upiększających (1896)